# Вутах (місто)
Вутах (нім. Wutach) — громада в Німеччині, знаходиться в землі Баден-Вюртемберг. Підпорядковується адміністративному округу Фрайбург. Входить до складу району Вальдсгут.
Площа — 30,48 км2. Населення становить 1192 ос. (станом на 31 грудня 2020).